# Un Indien
Un Indien est un tableau réalisé vers 1807 par le peintre français Anne-Louis Girodet. De format vertical, cette huile sur toile est le portrait d'un Oriental qui se tient debout en costume traditionnel devant un paysage où se remarque un palmier. Coiffé d'un turban, il a la main gauche sur le pommeau d'un sabre. Il s'agit vraisemblablement d'un mamelouk ramené de la campagne d'Égypte par Bonaparte.
Demeurée dans l'atelier de l'artiste jusqu'à sa mort, l'œuvre est conservée au musée Girodet, à Montargis, dans le Loiret. Elle a été achetée en 1974 lors d'une vente publique. Une étude fait partie des collections du Metropolitan Museum of Art, à New York, dans l'État de New York, aux États-Unis.

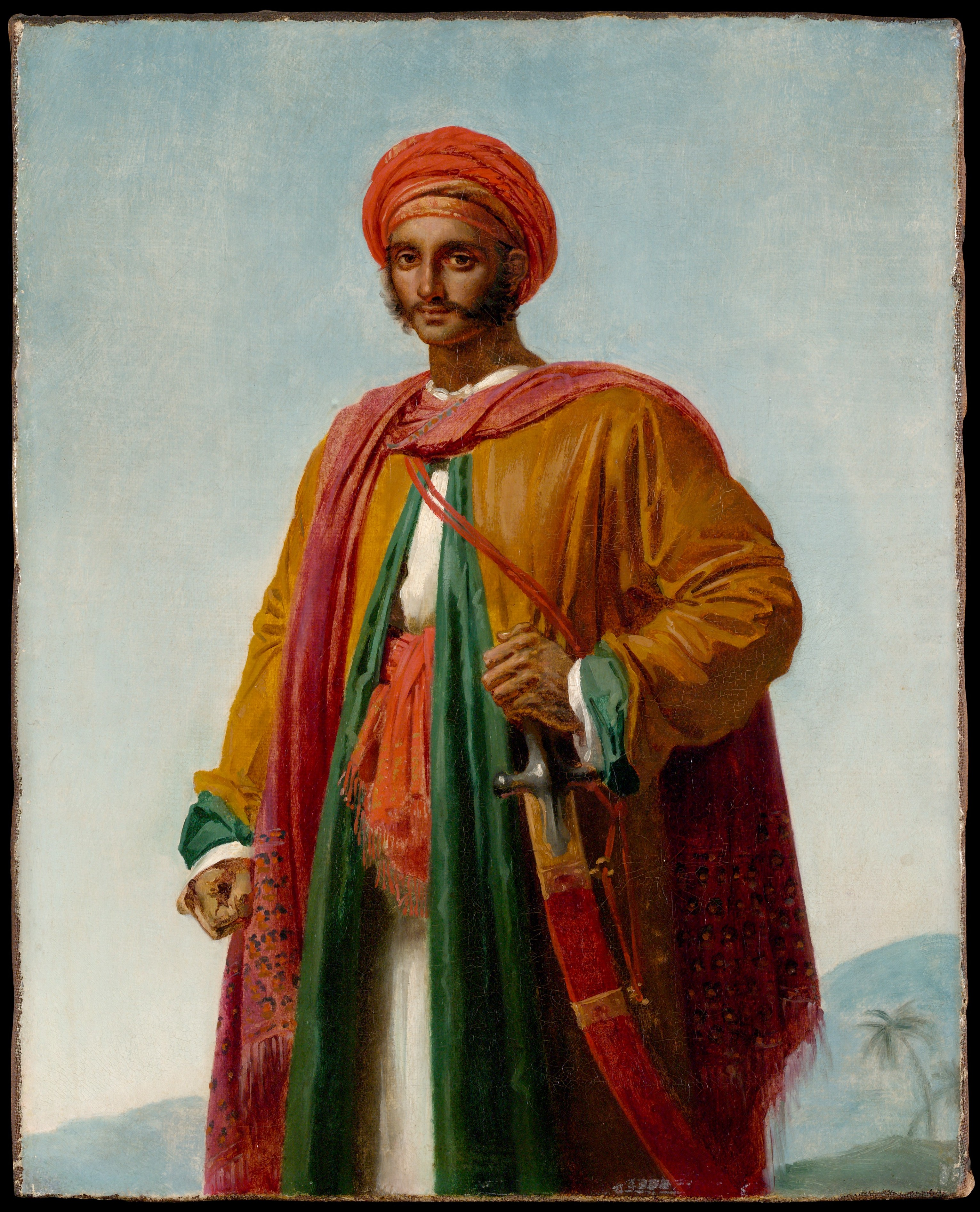
Étude pour « Portrait d'un Indien », vers 1807 – Metropolitan Museum of Art, New York.